# Ehrenfels (schip, 1936)
De MV Ehrenfels was een koopvaardijschip van de Deutsche Dampfschifffahrts-Gesellschaft "Hansa". Het schip kwam in 1935 in dienst en zonk in de Tweede Wereldoorlog, tijdens Operatie Creek.

## Operationele geschiedenis
Vanaf 1935 tot 1939 was het operationeel als koopvaardij en passagiersboot.
In 1939 voer het als koopvaardijschip in de wateren van Brits-Indië. Omdat de oorlog spoedig zou uit breken voer de bemanning de boot naar de haven van Mormugao, een stad in de Portugese kolonie Goa. Het schip fungeerde in de haven als een belangrijke troef van de Nazi's. Zo controleerde het de haven monding en seinde de Duitse marine in, wanneer geallieerde koopvaardijschepen de haven verlieten. Alleen al in de herfst van 1942 zonken er 46 schepen door toedoen van de MV Ehrenfels.
In maart 1943 zonk het schip tijdens Operatie Creek.
In 1950 is het schip ter plekke uit elkaar gehaald en gesloopt.